# Musa Barrow
Pour les articles homonymes, voir Barrow.
Musa Barrow, né le 14 novembre 1998 à Banjul, est un footballeur international gambien qui joue au poste d'attaquant à Al-Taawoun FC.

## Biographie

### En club
En août 2018, il inscrit avec l'Atalanta Bergame un triplé contre le FK Sarajevo, lors des tours préliminaires de la Ligue Europa.
Le 5 septembre 2023, Barrow s'engage pour trois saisons en faveur du club saoudien d'Al-Taawoun FC.

### En équipe nationale
Il honore sa première sélection en équipe de Gambie le 8 septembre 2018 contre l'Algérie durant un nul 1-1 comptant pour les qualifications à la CAN 2019. Il inscrit son premier but en équipe nationale le 12 juin 2019, en amical contre le Maroc (victoire 0-1). Toutefois, ce match n'est pas reconnu par la FIFA,. 
Barrow marque son premier but officiel face au Gabon le 16 novembre 2020 lors d'un match de qualifications à la CAN 2021 (victoire 2-1). Il participe à la CAN 2021 au Cameroun.
Il fait partie des 26 sélectionnés avec la Gambie pour la CAN 2024 en Côte d'Ivoire.

## Statistiques

### Statistiques en club
| Saison                | Club                  | Championnat           | Championnat | Championnat | Championnat | Coupe(s) nationale(s) | Coupe(s) nationale(s) | Coupe(s) nationale(s) | Compétition(s) continentale(s) | Compétition(s) continentale(s) | Compétition(s) continentale(s) | Compétition(s) continentale(s) | Total | Total | Total |
| Saison                | Club                  | Division              | M.          | B.          | P.d.        | M.                    | B.                    | P.d.                  | Comp.                          | M.                             | B.                             | P.d.                           | M.    | B.    | P.d.  |
| 2017-2018             | Atalanta Bergame      | Serie A               | 12          | 3           | 2           | 2                     | 0                     | 0                     | -                              | -                              | -                              | -                              | 14    | 3     | 2     |
| 2018-2019             | Atalanta Bergame      | Serie A               | 22          | 1           | 2           | 2                     | 0                     | 0                     | C3                             | 6                              | 4                              | 2                              | 30    | 5     | 4     |
| 2019-2020             | Atalanta Bergame      | Serie A               | 7           | 0           | 2           | -                     | -                     | -                     | C1                             | 1                              | 0                              | 0                              | 8     | 0     | 2     |
| Sous-total            | Sous-total            | Sous-total            | 41          | 4           | 6           | 4                     | 0                     | 0                     | -                              | 7                              | 4                              | 2                              | 52    | 8     | 8     |
| 2019-2020             | Bologne FC (prêt)     | Serie A               | 18          | 9           | 2           | -                     | -                     | -                     | -                              | -                              | -                              | -                              | 18    | 9     | 2     |
| 2020-2021             | Bologne FC (prêt)     | Serie A               | 38          | 8           | 8           | 2                     | 1                     | 0                     | -                              | -                              | -                              | -                              | 40    | 9     | 8     |
| 2021-2022             | Bologne FC            | Serie A               | 34          | 6           | 6           | 1                     | 0                     | 0                     | -                              | -                              | -                              | -                              | 35    | 6     | 6     |
| 2022-2023             | Bologne FC            | Serie A               | 32          | 3           | 8           | 3                     | 0                     | 0                     | -                              | -                              | -                              | -                              | 35    | 3     | 8     |
| Sous-total            | Sous-total            | Sous-total            | 122         | 26          | 24          | 6                     | 1                     | 0                     | -                              | -                              | -                              | -                              | 128   | 27    | 24    |
| 2023-2024             | Al-Taawoun FC         | Pro League            | 7           | 3           | 0           | 2                     | 1                     | 0                     | -                              | -                              | -                              | -                              | 9     | 4     | 0     |
| Sous-total            | Sous-total            | Sous-total            | 7           | 3           | 0           | 2                     | 1                     | 0                     | -                              | -                              | -                              | -                              | 9     | 4     | 0     |
| Total sur la carrière | Total sur la carrière | Total sur la carrière | 170         | 33          | 30          | 12                    | 2                     | 0                     | -                              | 7                              | 4                              | 2                              | 189   | 39    | 32    |

### Statistiques internationales
| Saison    | Sélection | CAN | CAN | CAN  | Éliminatoires CAN | Éliminatoires CAN | Éliminatoires CAN | Éliminatoires Coupe du monde | Éliminatoires Coupe du monde | Éliminatoires Coupe du monde | Amicaux | Amicaux | Amicaux | Total | Total | Total | Amicaux non FIFA | Amicaux non FIFA | Amicaux non FIFA |
| Saison    | Sélection | M.  | B.  | P.d. | M.                | B.                | P.d.              | M.                           | B.                           | P.d.                         | M.      | B.      | P.d.    | M.    | B.    | P.d.  | M.               | B.               | P.d.             |
| --------- | --------- | --- | --- | ---- | ----------------- | ----------------- | ----------------- | ---------------------------- | ---------------------------- | ---------------------------- | ------- | ------- | ------- | ----- | ----- | ----- | ---------------- | ---------------- | ---------------- |
| 2018-2019 | Gambie    | -   | -   | -    | 4                 | 0                 | 0                 | -                            | -                            | -                            | -       | -       | -       | 4     | 0     | 0     | 1                | 1                | 0                |
| 2019-2020 | Gambie    | -   | -   | -    | 3                 | 0                 | 0                 | 1                            | 0                            | 0                            | -       | -       | -       | 4     | 0     | 0     | -                | -                | -                |
| 2020-2021 | Gambie    | -   | -   | -    | 4                 | 1                 | 0                 | -                            | -                            | -                            | 3       | 0       | 1       | 7     | 1     | 1     | -                | -                | -                |
| 2021-2022 | Gambie    | 5   | 2   | 2    | 4                 | 0                 | 2                 | -                            | -                            | -                            | 3       | 1       | 0       | 12    | 3     | 4     | -                | -                | -                |
| 2022-2023 | Gambie    | -   | -   | -    | 3                 | 0                 | 0                 | -                            | -                            | -                            | 1       | 0       | 0       | 4     | 0     | 0     | -                | -                | -                |
| Total     | Total     | 5   | 2   | 2    | 18                | 1                 | 2                 | 1                            | 0                            | 0                            | 7       | 1       | 1       | 31    | 4     | 5     | 1                | 1                | 0                |

| 0 | Date             | Lieu                                                   | Adversaire | Score | Compétition              | Statut                             | Performances      |      |
| 0 | Date             | Lieu                                                   | Adversaire | Score | Compétition              | Statut                             | But(s)            | Pas. |
| - | ---------------- | ------------------------------------------------------ | ---------- | ----- | ------------------------ | ---------------------------------- | ----------------- | ---- |
| 1 | 8 septembre 2018 | Independence Stadium, Bakau                            | Algérie    | 1 - 1 | Quali. CAN 2019          | Remplaçant ( 66e Assan Ceesay)     |                   |      |
| 2 | 12 octobre 2018  | Stade de Kégué, Lomé                                   | Togo       | 1 - 1 | Quali. CAN 2019          | Remplaçant ( 60e Mustapha Carayol) |                   |      |
| 3 | 16 octobre 2018  | Independence Stadium, Bakau                            | Togo       | 0 - 1 | Quali. CAN 2019          | Titulaire                          |                   |      |
| 4 | 22 mars 2019     | Stade Mustapha Tchaker, Blida                          | Algérie    | 1 - 1 | Quali. CAN 2019          | Remplaçant ( 64e Dawda Ngum)       |                   |      |
| - | 12 juin 2019     | Grand stade de Marrakech, Marrakech                    | Maroc      | 0 - 1 | Amical                   | Titulaire ( 68e Bubacarr Jobe)     | 24e du pied droit |      |
| 5 | 6 septembre 2019 | Independence Stadium, Bakau                            | Angola     | 0 - 1 | Élim. CdM 2022           | Titulaire                          |                   |      |
| 6 | 9 octobre 2019   | Stade national El Hadj Hassan Gouled Aptidon, Djibouti | Djibouti   | 1 - 1 | 1er tour quali. CAN 2021 | Remplaçant ( 46e Ali Sowe)         |                   |      |
| 7 | 18 novembre 2019 | Independence Stadium, Bakau                            | RD Congo   | 2 - 2 | Quali. CAN 2021          | Remplaçant ( 72e Lamin Jallow)     |                   |      |
| 8 | 12 novembre 2020 | Stade de Franceville, Franceville                      | Gabon      | 2 - 1 | Quali. CAN 2021          | Titulaire                          |                   |      |
| 9 | 16 novembre 2020 | Independence Stadium, Bakau                            | Gabon      | 2 - 1 | Quali. CAN 2021          | Titulaire ( 89e Adama Jammeh)      | 79e du pied droit |      |